# Martha Thomas
Martha Thomas (født 31. maj 1996) er kvindelig skotsk fodboldspiller, der spiller angreb for Manchester United i FA Women's Super League og Skotlands kvindefodboldlandshold.
Hun fik officielt landsholdsdebut den 4. marts 2020, mod Ukraine, ved Pinatar Cup 2020, hvor hun i øvrigt scorede hendes første to landskampmål.